# Liste des conseillers généraux de la Somme de 1961 à 1964
 (août 2023).
Si vous disposez d'ouvrages ou d'articles de référence ou si vous connaissez des sites web de qualité traitant du thème abordé ici, merci de compléter l'article en donnant les références utiles à sa vérifiabilité et en les liant à la section « Notes et références ».
Cet article dresse la liste des 41 membres du Conseil général de la Somme élus lors de l'élection cantonale de 1961, ainsi que les changements intervenus en cours de mandature.

## Composition du conseil général de laSomme(41 sièges)

### Assemblée départementale en début mandature
| Parti                                          | Sigle | Sigle | Élus | Groupe                                  |
| ---------------------------------------------- | ----- | ----- | ---- | --------------------------------------- |
| Centre-gauche (33 sièges)                      |       |       |      |                                         |
| Parti radical-socialiste                       |       | Rad.  | 17   | Rassemblement démocratique              |
| Modérés                                        |       | Mod.  | 2    | Rassemblement démocratique              |
| Section française de l'Internationale ouvrière |       | SFIO  | 13   | Socialiste                              |
| Divers gauche                                  |       | DVG   | 1    | Socialiste                              |
| Droite (5 sièges)                              |       |       |      |                                         |
| Centre national des indépendants et paysans    |       | CNIP  | 2    | Républicains indépendants et populaires |
| Mouvement républicain populaire                |       | MRP   | 1    | Républicains indépendants et populaires |
| Union pour la nouvelle République              |       | UNR   | 2    | UNR                                     |
| Gauche (3 sièges)                              |       |       |      |                                         |
| Parti communiste français                      |       | PCF   | 3    | Communiste                              |
| Président du Conseil Général                   |       |       |      |                                         |
| Max Lejeune (SFIO)                             |       |       |      |                                         |

### Assemblée départementale en fin mandature
| Parti                                          | Sigle | Sigle | Élus | Groupe                     |
| ---------------------------------------------- | ----- | ----- | ---- | -------------------------- |
| Centre-gauche (33 sièges)                      |       |       |      |                            |
| Parti radical-socialiste                       |       | Rad.  | 17   | Rassemblement démocratique |
| Modérés                                        |       | Mod.  | 2    | Rassemblement démocratique |
| Section française de l'Internationale ouvrière |       | SFIO  | 13   | Socialiste                 |
| Divers gauche                                  |       | DVG   | 1    | Socialiste                 |
| Centre-droit (3 sièges)                        |       |       |      |                            |
| Centre national des indépendants et paysans    |       | CNIP  | 2    | Centre démocratique        |
| Mouvement républicain populaire                |       | MRP   | 1    | Centre démocratique        |
| Gauche (3 sièges)                              |       |       |      |                            |
| Parti communiste français                      |       | PCF   | 3    | Communiste                 |
| Droite (2 sièges)                              |       |       |      |                            |
| Union pour la nouvelle République              |       | UNR   | 2    | UNR                        |
| Président du Conseil Général                   |       |       |      |                            |
| Max Lejeune (SFIO)                             |       |       |      |                            |

## Liste des conseillers généraux de la Somme
| Canton                 | Conseillers          | Partis | Partis | Changements                                                        |
| ---------------------- | -------------------- | ------ | ------ | ------------------------------------------------------------------ |
| Abbeville-Nord         | Robert Viarre        |        | SFIO   |                                                                    |
| Abbeville-Sud          | Max Lejeune          |        | SFIO   |                                                                    |
| Acheux-en-Amiénois     | Raymond de Wazières  |        | Rad.   |                                                                    |
| Ailly-le-Haut-Clocher  | Bernard Maisant      |        | SFIO   |                                                                    |
| Ailly-sur-Noye         | William Classen      |        | Rad.   |                                                                    |
| Albert                 | Pierre Savary        |        | Rad.   |                                                                    |
| Amiens-Nord-Ouest      | Yves Mercher         |        | SFIO   | Élu à la suite de l'invalidation de l'élection d'Augustin Dujardin |
| Amiens-Nord-Est        | Léon Dupontreué      |        | PCF    |                                                                    |
| Amiens-Sud-Est         | Michel Couillet      |        | PCF    |                                                                    |
| Amiens-Sud-Ouest       | Maurice Vast         |        | SFIO   |                                                                    |
| Ault                   | Gilbert Defacques    |        | Rad.   |                                                                    |
| Bernaville             | Maurice Crépin       |        | SFIO   |                                                                    |
| Boves                  | Charles Houllier     |        | Rad.   |                                                                    |
| Bray-sur-Somme         | Fernand Adriaenssens |        | SFIO   | Élu à la suite du décès de Jean-Claude Bouchend'homme              |
| Chaulnes               | Jean Gilbert-Jules   |        | Rad.   |                                                                    |
| Comble                 | Robert Marlot        |        | Rad.   |                                                                    |
| Conty                  | René Clabault        |        | Rad.   |                                                                    |
| Corbie                 | Paul Domisse         |        | SFIO   |                                                                    |
| Crécy-en-Ponthieu      | Hélène Loeuillet     |        | SFIO   |                                                                    |
| Domart-en-Ponthieu     | René Lamps           |        | PCF    |                                                                    |
| Doullens               | Kléber Mopty         |        | Rad.   |                                                                    |
| Gamaches               | Marcelle Delabie     |        | Rad.   |                                                                    |
| Hallencourt            | André Deschamps      |        | Rad.   | Élu à la suite du décès d'Albert Lefebvre                          |
| Ham                    | Émile Luciani        |        | UNR    |                                                                    |
| Hornoy-le-Bourg        | Charles Dufour       |        | SFIO   |                                                                    |
| Molliens-Vidame        | Gabrielle Scellier   |        | Mod.   |                                                                    |
| Montdidier             | Jean Doublet         |        | CNIP   |                                                                    |
| Moreuil                | Charles Damay        |        | MRP    |                                                                    |
| Moyenneville           | Roger Castel         |        | Mod.   |                                                                    |
| Nesle                  | Jacques Gronnier     |        | UNR    |                                                                    |
| Nouvion                | Ernest Lécuyer       |        | SFIO   |                                                                    |
| Oisemont               | Pierre Vasseur       |        | Rad.   |                                                                    |
| Péronne                | Daniel Boinet        |        | Rad.   |                                                                    |
| Picquigny              | Eugène Leclercq      |        | Rad.   |                                                                    |
| Poix-de-Picardie       | Henri Rameau         |        | Rad.   |                                                                    |
| Roisel                 | Paul Lejeune         |        | Rad.   |                                                                    |
| Rosières-en-Santerre   | Jean Millet          |        | DVG    |                                                                    |
| Roye                   | André Coël           |        | SFIO   |                                                                    |
| Rue                    | Gabriel Deray        |        | SFIO   |                                                                    |
| Saint-Valery-sur-Somme | René Delpierre       |        | CNIP   |                                                                    |
| Villers-Bocage         | Richard Vilbert      |        | Rad.   | Décédé le 16 février 1964                                          |

Noms en gras : élus lors des élections cantonales de 1961